# 花蓮菸葉廠
23°58′07″N 121°35′08″E / 23.968597°N 121.585430°E
花蓮菸葉廠（又稱吉安菸葉廠、仁里菸葉廠）為原屬臺灣省菸酒公賣局下的菸葉加工廠，位於臺灣花蓮縣吉安鄉仁里村。其在2000年被裁撤後，閒置至今。

## 介紹
1922年，臺灣總督府在專賣局花蓮港支局設立耕作課，以輔導菸草耕種及菸葉收購。在1924年，購置了日本最新的黃色種菸葉專用複薰機，以去除菸葉的溼氣。二戰後，花蓮的菸葉乾燥改由「臺灣省專賣局花蓮港分局耕作課」管轄，在1947年1月改由「臺灣省菸酒公賣局花蓮港辦事處」接管，同年6月更名「臺灣省菸酒公賣局菸葉管理委員會花蓮港辦事處」。1949年10月，菸葉管理委員會被裁撤，改組為「臺灣菸酒公賣局花蓮港菸葉加工廠」，後因加工廠失火，而從現在的花蓮文創園區遷往吉安鄉。
在1953年1月，因應菸草加工業務撤銷而改稱「臺灣菸酒公賣局花蓮菸葉廠」，負責管理菸葉生產及耕種指導，設有吉安、林田、瑞穗、玉里、明里、台東指導區。在1991年，因菸葉種植區域變遷，輔導區改為輔導站，並縮減為林田、瑞穗、玉里三站。花蓮地區的菸草種植面積在1947年後，每年約維持300公頃至400公頃，在1969年為配合政府開發東部經濟，菸草種植面積達1,667公頃，但在隔年連續遭受颱風災害，導致面積逐漸減少，在1996年的種植面積僅228公頃。在2000年，公賣局為因應洋菸酒進口、加入世界貿易組織、及公賣局民營化的趨勢，將花蓮菸葉廠併入屏東菸葉廠，花蓮菸葉廠於是閒置。
花蓮菸葉廠在閒置後屬國有財產局所有，並陸續由花蓮縣文化局、消防局、吉安鄉公所代管。在2003年，花蓮縣政府在此舉辦了「國際石雕藝術季」。在2009年的吉安都市計畫第四次通盤檢討中，原因應花蓮教育大學藝術學院之使用需求，將乙種工業區變更為文教用地，但此計畫在東華大學與花蓮教育大學合併後便中止。花蓮縣消防局亦曾計畫將此開發為「防災教育館暨特種搜救隊訓練基地」，並在2018年7月獲行政院核定補助，但遭民眾反對。
花蓮縣政府於2021年預計將其規劃為「花蓮縣運動休閒園區」。